# Lestinogomphus minutus
Lestinogomphus minutus är en trollsländeart som beskrevs av Gambles 1968. Lestinogomphus minutus ingår i släktet Lestinogomphus och familjen flodtrollsländor. IUCN kategoriserar arten globalt som otillräckligt studerad. Inga underarter finns listade i Catalogue of Life.